# Grażyna Smalej
Grażyna Smalej (ur. w 1976 w Chełmie) – polska malarka, rysowniczka i grafik. Absolwentka Wydziału Malarstwa Akademii Sztuk Pięknych w Krakowie (studia w pracowni prof. Jacka Waltosia ukończyła dyplomem z wyróżnieniem w 2001). 

## Życiorys
Od 2012 wraz z Marcinem Polakiem współtworzy Grupę Odśrodkową, w której realizują projekty z dziedziny street art, performance i video. Od 2016 roku dyrektor artystyczna w internetowym magazynie filozoficzno-kulturalno-polityczno-społeczno-literackim Nowa Orgia Myśli. 
Zdobywczyni wielu nagród, m.in.: 
- w latach 1998–2001 stypendystka Hansa Bernhardta (Niemcy);
- w 2001 roku Grand Prix Ministra Kultury w Konkursie na Obraz dla Młodych Malarzy im. Mariana Michalika w Częstochowie, w 2011 roku zdobyła wyróżnienie za cykl Sny Marii Stuart;
- w 2001 finalistka konkursu Obraz Roku organizowanego przez miesięcznik Art&Business.

Artystka w swoich obrazach bazuje na warsztacie realistycznym, ale w poszczególnych cyklach malarskich swobodnie porusza się pomiędzy różnymi konwencjami od surrealizmu, poprzez fotorealizm, aż po abstrakcję często łącząc to wszystko w jednej kompozycji. Głównym tematem twórczości malarki jest człowiek w relacji z naturą. Inspirując się malarstwem niderlandzkim Smalej stosuje przeskalowanie proporcji. Maluje miniaturowe postacie na wielkich chaotycznych plamach rozlanej farby kreując scenerię rozmaitych pejzaży. Szczególnie rozbudowany jest cykl z motywem kąpiących się postaci (z lat 2010–2014), który nawiązuje do tematyki nieustannie upływającego czasu (Samporozpuszczenie, Zasada kropli, 1/500 s i dłużej). Artystka współpracuje z galeriami w całej Polsce, m.in.: w galeriach Katarzyny Napiórkowskiej, Galerii Atu oraz za granicą. Od 2013 roku jest stale wyróżniana przez portal Saatchi Art Mieszka i pracuje w Krakowie.

## Wybrane wystawy
- 2001 – Sześć ciał, Pałac Sztuki TPSP, Kraków
- 2002 – Obraz Roku 2001, wystawa finalistów konkursu, Pałac Królikarnia, Warszawa
- 2002 – Obrazy[2] (wystawa indywidualna), Galeria Schody, Warszawa
- 2003 – Malarstwo (wystawa indywidualna), Galeria Gil, Kraków
- 2004 – Samorozpuszczenie (wystawa indywidualna), Galeria Gaude Mater, Częstochowa
- 2005 – Letnia propozycja Zachęty, Galeria Gaude Mater, Częstochowa
- 2008 – Malarstwo (wystawa indywidualna), Galeria Sztuki Katarzyny Napiórkowskiej, Warszawa
- 2010 – Triennale Malarstwa, wystawa IV Ogólnopolskiego Konkursu na Obraz dla Młodych Malarzy im. M. Michalika, Miejska Galeria Sztuki w Częstochowie
- 2011 – kolekcja galerii, Galerie Ahlers, Getynga, Niemcy
- 2011 – Malarstwo[3] (wystawa indywidualna), aTu Galeria, Lublin
- 2011 – 6 światów, wystawa laureatów IV Ogólnopolskiego Konkursu na Obraz dla Młodych Malarzy im. Mariana Michalika, Miejska Galeria Sztuki w Częstochowie
- 2011 –  Bielska Jesień 2011, wystawa finalistów Biennale Malarstwa Polskiego, Galeria Bielska BWA, Bielsko Biała
- 2011 – Samorozpuszczenie[4] (wystawa indywidualna), Galeria Sztuki Katarzyny Napiórkowskiej, Warszawa
- 2012 – 1/500 s i dłużej (wystawa indywidualna), Mostowa ArtCafe, Kraków
- 2012 – Zasada kropli (wystawa indywidualna), Galeria Pod Czarnym Kotem, Kraków
- 2013 – Hydrofile i Dendrony, Galeria Sanocka BWA, Sanok[5]
- 2014 – Gdziekolwiek ucieczki, Centrum Sztuki Współczesnej Solvay, Kraków[6]
- 2014 – Damski sierpowy, Galeria Domu Norymberskiego w Krakowie[7]
- 2014 – Continental Shift, Saatchi Gallery w Londynie[8]
- 2015 – May Day2, 015 Spring Show, Jeffrey Meier Gallery, Lambertville, NY, USA
- 2016 – Dziesięć, wystawa jubileuszowa Galerii Sanockiej BWA